# Цойдль, Риккардо
Риккардо Цойдль (нем. Riccardo Zoidl, род. 8 апреля 1988 в Линце, Австрия) — австрийский профессиональный шоссейный велогонщик, выступающий с 2019 года за команду «CCC Team». Трёхкратный Чемпион Австрии по шоссейному велоспорту (2012-2014). Победитель индивидуального зачёта Европейского Тура UCI 2013 года.

## Достижения
2011
1-й Классика Тобаго
1-й Тур Сибиу
1-й Этапы 1 (ИГ) & 5
2-й Чемпионат Австрии в групповой гонке
2012
1-й  Чемпионат Австрии в индивидуальной гонке
3-й Тур Верхней Австрии
1-й  Очковая классификация
 1-й Этап 3
3-й Белград — Баня-Лука II
 1-й Этап 1 (ИГ) Тур Секейского края
2013
1-й Европейский тур UCI
1-й  Чемпионат Австрии в групповой гонке
1-й  Тур Верхней Австрии
 1-й  Очковая классификация
1-й Этапы 2 & 3
1-й  Круг Арденн
 1-й Этап 2
1-й  Тур Бретани
 1-й Этап 2
1-й  Тур Австрии
1-й Хорватия — Словения
1-й Гран-при Райффайзен
2-й Трофей Пореча
2014
1-й  Чемпионат Австрии в групповой гонке
3-й Тур Средиземноморья
2015
2-й Чемпионат Австрии в индивидуальной гонке
2016
1-й Гран-при Райффайзен
3-й  Чемпионат Австрии в индивидуальной гонке
Тур Хорватии
1-й  Горная классификация
1-й Этап 4
2017
2-й Тур Верхней Австрии
3-й Флеш дю Сюд
1-й Этап 3
Кольцо Арденн
1-й  Молодёжная классификация
1-й Этап 4
2018
1-й  Тур Чехии
1-й  Очковая классификация
1-й Этап 2
1-й  Тур Савои-Монблана
1-й  Очковая классификация
2-й Тур Верхней Австрии

## Статистика выступлений

### Гранд-туры
| Гонка          | 2014 | 2015 | 2016 |
| -------------- | ---- | ---- | ---- |
| Джиро д'Италия | 40   | —    | 39   |
| Тур де Франс   | —    | —    | —    |
| Вуэльта        | —    | 54   | 58   |